# Alisha Klass
Alisha Klass (nascuda el 3 de gener de 1972 a Chino, Califòrnia) és una actriu de cinema pornogràfic nord-americana. Ha desenvolupat principalment la seva carrera entre 1997 i l'any 2000.

## Biografia
Alisha va ser educada en la seva infància per la seva àvia, ja que a l'edat de dos anys el seu pare va matar la seva mare i tot seguit va suïcidar-se. Després de graduar-se en Secundària en l'Institut, se'n va anar a Las Vegas per treballar com a stripper i treballadora sexual. Després de deixar les dues feines, es va graduar com a dissenyadora de moda en el Fashion Institute of Design and Marketing de Califòrnia.

### Carrera com a actriu porno
Klass va ser introduïda en la pornografia per Ron Jeremy mentre treballava en un club. Va assolir la fama de la mà del productor/director Adam Glasser, més conegut com a Seymore Butts, amb qui va mantenir una relació sentimental que va acabar en disputes amb ressò mediàtic. Es va donar a conèixer per la seva habilitat en el sexe anal, A2M i la seva habilitat per ejacular diverses vegades. Klass va tenir un romanç complicat amb Glasser durant un temps, fins que a l'agost de 2000, va trencar la relació. La ruptura no va ser amistosa, provocant-li diversos problemes. Així, Glasser va fer públic que Alisha Klass no solia usar condons de manera regular i que havia tingut un affaire amb Jackie Martling del show de Howard Stern. Klass, per la seva banda, el va acusar de tenir diverses baralles amb la seva anterior parella, Taylor Hayes, a causa de problemes amb la manutenció del fill de tots dos, Brady, i de cridar-li obscenitats (des del seu cotxe) mentre ella netejava les finestres del seu apartament.
Al juliol de 2000, un mes després de trencar la seva relació amb Glasser, va deixar de fer pel·lícules pornogràfiques. Va aparèixer llavors en pel·lícules de cinema convencional com "The Center of the World" i en algunes escenes per a la pel·lícula "Cruel Intentions" que no van ser incloses en el film (però sí en l'edició en DVD). Després de deixar a Glasser, va aprofitar per modificar un tatuatge amb el seu nom per un altre on sortia un dofí.
Klass va tenir un breu romanç amb l'actor Bruce Willis en 2001. En aquesta època, també va treballar en el xou Inside Adult de Playboy TV. Va tenir un programa de radi a Los Angeles, "The Beat FM"; el qual s'emetia els divendres a la nit i que tractava temes sexuals.

## Premis
- 1998 Premi XRCO a la Millor escena de sexe/DP per The sphinc door
- 1999 Premi AVN a la Millor escena de sexe anal.
- 1999 Premi AVN a la Millor escena de sexe en grup.
- 1999 Premi AVN a la Millor actriu revelació.
- 2000 Premi AVN a la Millor escena lèsbica.
- 2000 Premi AVN a la Millor escena de sexe en grup.